# 瓊林隧道
瓊林戰鬥坑道，位於中華民國福建省金門縣金湖鎮。

## 歷史
這座隧道於1976年完工興建。

## 建築
全長1,355公尺的這條隧道是金門最大的防禦工程，總共擁有12個出入口，與周邊重要的村莊設施相互聯繫。